# Aih Selah
Aih Selah is een bestuurslaag in het regentschap Gayo Lues van de provincie Atjeh, Indonesië. Aih Selah telt 161 inwoners (volkstelling 2010).